# میخاووو (شهرستان پینگچوف)
میخاووو (به لاتین: Michałów) یک روستا در لهستان است که در گمینا میخاووو واقع شده‌است.